# خسائر الحرب العالمية الأولى

خريطة التغيرات الإقليمية في أوروبا بعد الحرب العالمية الأولى

كان العدد الكلي للإصابات والقتلى في صفوف العسكريين والمدنيين في الحرب العالمية الأولى أكثر من 37 مليون نسمة. مقسمة إلى 16 مليون حالة وفاة و20 مليون اصابة مما يجعله من أكثر الصراعات دموية بعد الحرب العالمية الثانية في تاريخ البشرية .يتضمن العدد الإجمالي للوفيات حوالي 10 ملايين عسكري وحوالي 7 ملايين مدني، فقدت قوى الحلفاء حوالي 6 ملايين جندي بينما خسرت قوى المحور 4 ملايين جندي . ومليونان على الأقل ماتوا بسبب الأمراض و6 ملايين في عداد المفقودين، ونحو ثلثي قتلى الجنود كانت في المعارك .
.

## إحصائيات
هذه قائمة بعدد قتلى الجنود والاصابات القائمة تقريبية:
- الإمبراطورية الألمانية خسرت حوالي مليوني عسكري.[1][2][3]
- الإمبراطورية العثمانية خسرت بالحرب حوالي 700 ألف جندي.
- الولايات المتحدة خسرت بالحرب حوالي 100 ألف جندي.
- المملكة المتحدة خسرت بالحرب حوالي 800 ألف جندي.
- فرنسا خسرت بالحرب مليون و300 ألف جندي.